# 1870 en santé et médecine
| Années de la santé et de la médecine : 1867 - 1868 - 1869 - 1870 - 1871 - 1872 - 1873    |
| Décennies de la santé et de la médecine : 1840 - 1850 - 1860 - 1870 - 1880 - 1890 - 1900 |

Cet article présente les faits marquants de l'année 1870 en santé et médecine.

## Événements
- 30 septembre : pillage de l'École impériale du Service de santé militaire de Strasbourg par les troupes allemandes et fin de cette école créée 14 ans plus tôt[1].
- Charles Daremberg inaugure à Paris la première chaire d'histoire de la médecine créée en France[2].
- Le Médecin-inspecteur baron Larrey est médecin en chef de l'armée du Rhin[3] et donc intégré à l'État-major[4].

## Décès
- 28 novembre : mort du peintre impressionniste Frédéric Bazille (né en 1841) qui a fait des études de médecine sans en obtenir le titre[5]. Il meurt face à l'armée prussienne à la bataille de Beaune-la-Rolande[6].